# Dr. Phil (programma televisivo)
Dr. Phil è un talk show scandalistico statunitense condotto da Phil McGraw.
In seguito al successo dei segmenti di McGraw sul The Oprah Winfrey Show, Dr. Phil è andato in onda per la prima volta come programma indipendente il 16 settembre 2002. In entrambi gli show, McGraw offre dei consigli sotto forma di "strategie di vita" sulla base della propria esperienza come psicologo clinico e forense.
Il programma va in onda in syndication in tutti gli Stati Uniti d'America e in alcuni altri paesi. La decima edizione è andata in onda a partire dal 12 settembre 2011. Alcune puntate speciali sono state trasmesse su CBS. Il programma è stato candidato a un Daytime Emmy Award ogni anno dal 2004.
Dal settembre 2009, Dr. Phil è andato in onda HDTV con una nuova versione del programma e una nuova sigla scritta dal figlio di McGraw, Jordan.
Dr. Phil è prodotto da Peteski Productions ed è distribuito da CBS Television Distribution. Harpo Productions ha co-prodotto il programma fino al 2010, mentre Paramount Domestic Television e, successivamente, CBS Paramount Domestic Television sono stati co-produttori secondari del programma fino al 2007, il quale è stato distribuito originariamente da King World Productions.
Le puntate vengono registrate con pubblico in sala presso lo Studio 29 della Paramount Pictures a Hollywood, in California. Il programma va in onda da agosto a maggio, con una pausa in dicembre per le festività natalizie.